# 松本恵治
松本 恵治（まつもと けいじ、1959年2月6日 - ）は日本の会社役員。ラジオ大阪の元アナウンサー。大阪府八尾市出身。

## 来歴・人物
関西学院大学卒業後ラジオ大阪に入社。アナウンサーになりたかった理由は「掛布（雅之）のサインが欲しかったから」という。
以来スポーツアナウンサーとして「近鉄バファローズナイター」などで数々のプロ野球中継の実況を担当してきた。また、プロ野球のオフシーズンはワイド番組のパーソナリティとしても活躍していた。
2004年、合併による消滅が決定した大阪近鉄バファローズのホーム最終戦（「近鉄バファローズナイター」としては最後の試合）となった9月24日の対西武戦の実況も担当した。2007年をもってラジオ大阪がプロ野球中継から撤退したため、プロ野球中継のないオフシーズン時代から務めていた経験のあるワイド番組のパーソナリティとして活躍している。また、大阪国際女子マラソンの実況を担当していた。（現在は中継はなし）
「近鉄バファローズナイター」終了から半年もしない、2004年12月には、「Vステ冬の陣04 熱闘!野球盤54時間耐久試合」というアニラジ特番で野球盤の実況を担当した（岩田光央・鈴村健一 スウィートイグニッションも参照）。
2010年9月に交通事故に遭い、一週間ボクラジを休んだ。その翌月には｢高血圧性脳内出血｣を患い、11月4日まで再び休んだ。一つ間違えば生死の境をさまよう大病だったと語っている。
同社マネジメント本部経営管理部長などを経て、2022年より子会社である株式会社オービーシープロジェクトの代表取締役社長に就任。

## 過去の出演番組
- 近鉄バファローズナイター
- 大阪国際女子マラソン実況中継
- Vステ冬の陣04 熱闘!野球盤54時間耐久試合 - 2004年12月17日〜12月19日にかけて放送。
- オリックス・バファローズ ナイトスタジアム
- バンザイ歌謡曲それッ!
- OBCヤングラジオ[1]
- OBCポップスアイランド
- これが最先端!ベストヒット100[1]
- ラジオ大阪ドラマティックナイター
- 出発進行!マツケイです
- 街角ステーション 僕らのラジオ
- ピピッとおおさか大発見!
- News Tonight いいおとな
- 産経新聞ニュース
- OBCミュージックアベニュー
- ほんまもん!松本恵治です(2018年11月および2019年7月30日および31日、同僚の原田年晴が病気による休演のため番組名もその日限りで変更しての代役出演を担当した。)